# Kairosoft
Kairosoft là một nhà phát triển trò chơi điện tử có trụ sở tại Tokyo, Nhật Bản. Hãng đã tạo ra một số trò chơi mô phỏng cho điện thoại di động và máy tính cá nhân. Được thành lập vào năm 1996, công ty đã phát triển một số trò chơi di động cho thị trường Nhật Bản và đã thành công trong việc đưa chúng vào hệ điều hành iOS và Android. Công ty được xếp hạng thứ 30 trong "Top 50 nhà phát triển năm 2012" của Pocket Gamer.